# Damernas K-1 i slalom i kanotsport vid olympiska sommarspelen 2024
Damernas K-1 i slalom i kanotsport vid olympiska sommarspelen 2024 hölls den 27 och 28 juli 2024 på Stade nautique de Vaires-sur-Marne i Vaires-sur-Marne i Frankrike.
I kanotslalomens K-1 (eng: kayak single) användes ett format med tre omgångar: kvalomgång, semifinal och final. I kvalomgången kördes två åk, där det bästa åket räknades och de 22 främsta gick vidare till semifinal. Där åkte varje idrottare en gång och de 12 bästa gick vidare till final. Där kördes ytterligare ett åk som avgjorde den slutgiltiga rangordningen. Guldet togs av australienske Jessica Fox, silvret av polske Klaudia Zwolińska och bronset togs av brittiske Kimberley Woods.

## Program
Alla tider är centraleuropeisk sommartid (UTC+2):
| Datum        | Tid         | Omgång          |
| ------------ | ----------- | --------------- |
| 27 juli 2024 | 16:00       | Kvalheats       |
| 28 juli 2024 | 15:30 17:45 | Semifinal Final |

## Resultat
| Placering | Nr | Kanotist          | Nation           | Kvalomgång | Kvalomgång | Kvalomgång | Kvalomgång | Kvalomgång | Kvalomgång | Semifinal        | Semifinal        | Semifinal        | Final            | Final            | Final            |
| Placering | Nr | Kanotist          | Nation           | 1:a åket   | Str.       | 2:a åket   | Str.       | Bästa      | Plac.      | Tid              | Str.             | Plac.            | Tid              | Str.             | Plac.            |
| --------- | -- | ----------------- | ---------------- | ---------- | ---------- | ---------- | ---------- | ---------- | ---------- | ---------------- | ---------------- | ---------------- | ---------------- | ---------------- | ---------------- |
| 1         | 1  | Jessica Fox       | Australien       | 95,20      | 0          | 92,18      | 0          | 92,18      | 1          | 104,38           | 2                | 8                | 96,08            | 0                | 1                |
| 2         | 4  | Klaudia Zwolińska | Polen            | 96.33      | 4          | 93,03      | 0          | 93,03      | 2          | 99,84            | 0                | 2                | 97,53            | 0                | 2                |
| 3         | 9  | Kimberley Woods   | Storbritannien   | 97l31      | 0          | 95,95      | 4          | 95,95      | 12         | 99,87            | 0                | 3                | 98,94            | 0                | 3                |
| 4         | 13 | Ana Sátila        | Brasilien        | 98,3       | 0          | 96,88      | 0          | 96,88      | 14         | 102,23           | 0                | 5                | 100,869          | 0                | 4                |
| 5         | 5  | Stefanie Horn     | Italien          | 99,64      | 2          | 95,43      | 2          | 95,43      | 7          | 101,04           | 0                | 4                | 101,43           | 0                | 5                |
| 6         | 3  | Camille Prigent   | Frankrike        | 94,67      | 2          | 93,25      | 0          | 93,25      | 3          | 104,36           | 0                | 7                | 101,67           | 2                | 6                |
| 7         | 6  | Eva Terčelj       | Slovenien        | 99,08      | 4          | 95,93      | 2          | 95,93      | 11         | 105,11           | 2                | 10               | 101,73           | 0                | 7                |
| 8         | 14 | Luuka Jones       | Nya Zeeland      | 102,90     | 6          | 97,13      | 4          | 97,13      | 15         | 104,91           | 0                | 9                | 102,33           | 2                | 8                |
| 9         | 10 | Eliška Mintálová  | Slovakien        | 95,67      | 2          | 99,76      | 4          | 95,67      | 9          | 103,07           | 0                | 6                | 102,98           | 2                | 9                |
| 10        | 8  | Corinna Kuhnle    | Österrike        | 98,24      | 0          | 95,67      | 0          | 95,67      | 8          | 106,25           | 2                | 12               | 103,09           | 4                | 10               |
| 11        | 2  | Ricarda Funk      | Tyskland         | 97,15      | 2          | 94,95      | 2          | 94,95      | 6          | 99,31            | 2                | 1                | 149,08           | 50               | 11               |
| 12        | 7  | Maialen Chourraut | Spanien          | 101,06     | 0          | 96,33      | 2          | 96,33      | 13         | 106,21           | 0                | 11               | 157,67           | 52               | 12               |
| 13        | 11 | Martina Wegman    | Nederländerna    | 98,00      | 2          | 100,61     | 4          | 98,00      | 16         | 106,38           | 4                | 13               | Gick inte vidare | Gick inte vidare | Gick inte vidare |
| 14        | 19 | Carole Bouzidi    | Algeriet         | 99,41      | 0          | 99,50      | 0          | 99,41      | 19         | 108,75           | 2                | 14               | Gick inte vidare | Gick inte vidare | Gick inte vidare |
| 15        | 15 | Evy Leibfarth     | USA              | 97,24      | 0          | 93,84      | 0          | 93,84      | 4          | 109,54           | 2                | 15               | Gick inte vidare | Gick inte vidare | Gick inte vidare |
| 16        | 25 | Li Shiting        | Kina             | 110,39     | 2          | 101,63     | 2          | 101,63     | 20         | 111.04           | 2                | 16               | Gick inte vidare | Gick inte vidare | Gick inte vidare |
| 17        | 20 | Aki Yazawa        | Japan            | 106,01     | 4          | 107,16     | 4          | 106,01     | 21         | 114,50           | 4                | 17               | Gick inte vidare | Gick inte vidare | Gick inte vidare |
| 18        | 16 | Viktoriia Us      | Ukraina          | 100,42     | 0          | 98,65      | 0          | 98,65      | 18         | 120,76           | 6                | 18               | Gick inte vidare | Gick inte vidare | Gick inte vidare |
| 19        | 18 | Alena Marx        | Schweiz          | 102,13     | 2          | 98,22      | 0          | 98,22      | 17         | 123,62           | 4                | 19               | Gick inte vidare | Gick inte vidare | Gick inte vidare |
| 20        | 22 | Lois Betteridge   | Kanada           | 106.45     | 2          | 106,21     | 2          | 106,21     | 22         | 127,67           | 8                | 20               | Gick inte vidare | Gick inte vidare | Gick inte vidare |
| 21        | 17 | Antonie Galušková | Tjeckien         | 97,31      | 0          | 94,49      | 0          | 94,49      | 5          | 155,66           | 50               | 21               | Gick inte vidare | Gick inte vidare | Gick inte vidare |
| 22        | 12 | Mònica Dòria      | Andorra          | 95,93      | 0          | 98,51      | 4          | 95,93      | 10         | 156,28           | 54               | 22               | Gick inte vidare | Gick inte vidare | Gick inte vidare |
| 23        | 23 | Chang Chu-han     | Kinesiska Taipei | 109,92     | 2          | 117,93     | 2          | 109,92     | 23         | Gick inte vidare | Gick inte vidare | Gick inte vidare | Gick inte vidare | Gick inte vidare | Gick inte vidare |
| 24        | 21 | Madison Corcoran  | Irland           | 159,62     | 54         | 115,93     | 4          | 115,93     | 24         | Gick inte vidare | Gick inte vidare | Gick inte vidare | Gick inte vidare | Gick inte vidare | Gick inte vidare |
| 25        | 24 | Sofía Reinoso     | Mexiko           | 122,40     | 4          | 120,93     | 8          | 120,93     | 25         | Gick inte vidare | Gick inte vidare | Gick inte vidare | Gick inte vidare | Gick inte vidare | Gick inte vidare |
| Referens: |    |                   |                  |            |            |            |            |            |            |                  |                  |                  |                  |                  |                  |